# Pulvinotrichum album
Pulvinotrichum album är en svampart som beskrevs av Gamundí, Aramb. & Giaiotti 1981. Pulvinotrichum album ingår i släktet Pulvinotrichum, divisionen sporsäcksvampar och riket svampar.   Inga underarter finns listade i Catalogue of Life.